# 진주의 음반
이 문서는 진주가 발매한 음반에 관한 목록이다.

## 1997년 ~ 2001년
- 1997년 12월 17일 1집 해바라기
- 1999년 12월 17일 2집 Jinju's Soul Music
- 2001년 3월 6일 3집 Love Is....
- 2001년 12월 27일 4집 Chance

## 2006년 ~ 2010년
- 2006년 10월 11일 진주 - [Digital Single] 가시리
- 2007년 5월 21일 진주 - [Digital Single] Life Goes On[1]
- 2008년 1월 10일 진주 - White
- 2008년 12월 3일 진주 - [Digital Single] Snow X-Mas
- 2009년 1월 13일 진주 - Pearlfect
- 2010년 12월 8일 진주 - [Digital Single] 프로젝트 소개 - Follow & Plus

## 2011년 ~ 2017년
- 2013년 10월 4일 진주 - [Digital Single] 소리쳐
- 2014년 1월 29일 진주 - 내 손을 잡아 OST Part.2[2]
- 2015년 10월 1일 진주 - [Digital Single] Home
- 2015년 10월 2일 진주 - [Digital Single] What a Friend We Have in Jesus (i am Melody 3) (아이 엠 멜로디 3)
- 2017년 12월 13일 진주 - Sunflower[3]